# Duke Shelley
YaQuis Bertron „Duke“ Shelley (geboren am 8. Oktober 1996 im DeKalb County, Georgia) ist ein US-amerikanischer American-Football-Spieler auf der Position des Cornerbacks. Er spielte College Football für die Kansas State University und steht zurzeit bei den New York Giants in der National Football League (NFL) unter Vertrag. Zuvor spielte Shelley von 2019 bis 2021 für die Chicago Bears sowie 2022 für die Minnesota Vikings und 2023 für die Los Angeles Rams.

## College
Shelley besuchte die Tucker High School in Tucker, Georgia, und spielte dort Football. Ab 2015 ging er auf die Kansas State University, um College Football für die Kansas State Wildcats zu spielen. Bei den Wildcats war Shelley von seiner Freshman-Saison an Stammspieler. In der Saison 2017 verzeichnete er 13 abgewehrte Pässe, in der Saison 2018 konnte er wegen einer Zehenverletzung nur sieben Spiele bestreiten. Insgesamt bestritt er 37 von 38 Spielen als Starter, in denen er 165 Tackles, davon sieben für Raumverlust und einen Sack, acht Interceptions, bei denen er zwei Return-Touchdowns erzielte, einen erzwungenen und einen eroberten Fumble verzeichnete.

## NFL
Shelley wurde im NFL Draft 2019 in der sechsten Runde an 205. Stelle von den Chicago Bears ausgewählt. In drei Jahren für die Bears stand er in 30 Spielen auf dem Feld, davon sechsmal als Starter. Dabei spielte er als Rookie lediglich acht Snaps in der Defensive, bevor sich seine Spielzeit 2020 auf 209 und 2021 auf 409 Snaps steigerte. Shelley wurde aufgrund seiner relativ geringen Körpergröße überwiegend als Slot-Cornerback eingesetzt, obwohl er am College als Outside Cornerback gespielt hatte. Er verzeichnete 53 Tackles und vier abgewehrte Pässe.
Im Rahmen der Zusammenstellung des 53-Mann-Kaders für die Regular Season wurde Shelley vor Beginn der Saison 2022 von den Bears entlassen. Daraufhin nahmen die Minnesota Vikings ihn für ihren Practice Squad unter Vertrag. Shelley kam am zweiten und dritten Spieltag bei einigen Snaps in den Special Teams zum Einsatz, anschließend spielte er bis Woche 10 nicht. Vor dem Spiel gegen die Buffalo Bills am zehnten Spieltag nahmen die Vikings ihn in ihren aktiven Kader auf. In dieser Partie sah Shelley erstmals Spielzeit in der Defense. Dabei gelang ihm in der Overtime eine wichtige Defensivaktion, als er beim Stand von 33:30 einen Pass von Josh Allen auf Dawson Knox in der Endzone abwehrte und damit einen wesentlichen Beitrag zum Sieg der Vikings leistete. Im weiteren Saisonverlauf konnte Shelley sich weiter als Bestandteil der Defense etablieren und übernahm den Platz von Cameron Dantzler in der Stammformation. Er bestritt fünf Spiele der Regular Season als Starter, ging als Stammspieler in die Play-offs und konnte insgesamt acht Pässe verhindern. Am 17. Spieltag gelang ihm auswärts gegen sein voriges Team, die Chicago Bears, seine erste Interception in der NFL.
Am 23. März 2023 nahmen die Las Vegas Raiders Shelley unter Vertrag. Dort schaffte er nicht den Sprung in den 53-Mann-Kader für die Regular Season und wurde vor Saisonbeginn entlassen. Am 1. September 2023 unterschrieb Shelley einen Vertrag bei den Los Angeles Rams. Für die Rams kam er in elf Spielen zum Einsatz, nahm als Ergänzungsspieler aber keine große Rolle ein und spielte dabei insgesamt unter 100 Snaps in der Defense. Am 23. Juli 2024 nahmen die Minnesota Vikings Shelley für die Saison 2024 erneut unter Vertrag. Er wurde vor Saisonbeginn im Rahmen der Kaderverkleinerung auf 53 Spieler am 27. August 2024 entlassen. Wenig später nahmen die New York Giants Shelley in ihren Practice Squad auf.

### NFL-Statistiken
| Saison                             | Saison | Spiele | Spiele      | Tackles | Tackles | Tackles | Tackles | Interceptions | Interceptions | Interceptions | Interceptions | Interceptions | Fumbles | Fumbles | Fumbles |
| Jahr                               | Team   | Spiele | als Starter | Gesamt  | Solo    | Ast     | Sacks   | PD            | INT           | Yds           | Lng           | TD            | FF      | FR      | TD      |
| ---------------------------------- | ------ | ------ | ----------- | ------- | ------- | ------- | ------- | ------------- | ------------- | ------------- | ------------- | ------------- | ------- | ------- | ------- |
| 2019                               | CHI    | 9      | 0           | 0       | 0       | 0       | 0,0     | 0             | 0             | 0             | 0             | 0             | 0       | 0       | 0       |
| 2020                               | CHI    | 11     | 2           | 16      | 9       | 7       | 0,0     | 1             | 0             | 0             | 0             | 0             | 0       | 0       | 0       |
| 2021                               | CHI    | 10     | 4           | 37      | 30      | 7       | 0,0     | 3             | 0             | 0             | 0             | 0             | 0       | 0       | 0       |
| 2022                               | MIN    | 11     | 5           | 31      | 23      | 8       | 0,0     | 8             | 1             | 0             | 0             | 0             | 0       | 0       | 0       |
| 2023                               | LAR    | 11     | 0           | 8       | 7       | 1       | 0,0     | 2             | 0             | 0             | 0             | 0             | 0       | 1       | 0       |
| Gesamt                             | Gesamt | 52     | 11          | 92      | 69      | 23      | 0,0     | 14            | 1             | 0             | 0             | 0             | 0       | 1       | 0       |
| Quelle: pro-football-reference.com |        |        |             |         |         |         |         |               |               |               |               |               |         |         |         |